# カンターの闘牛師

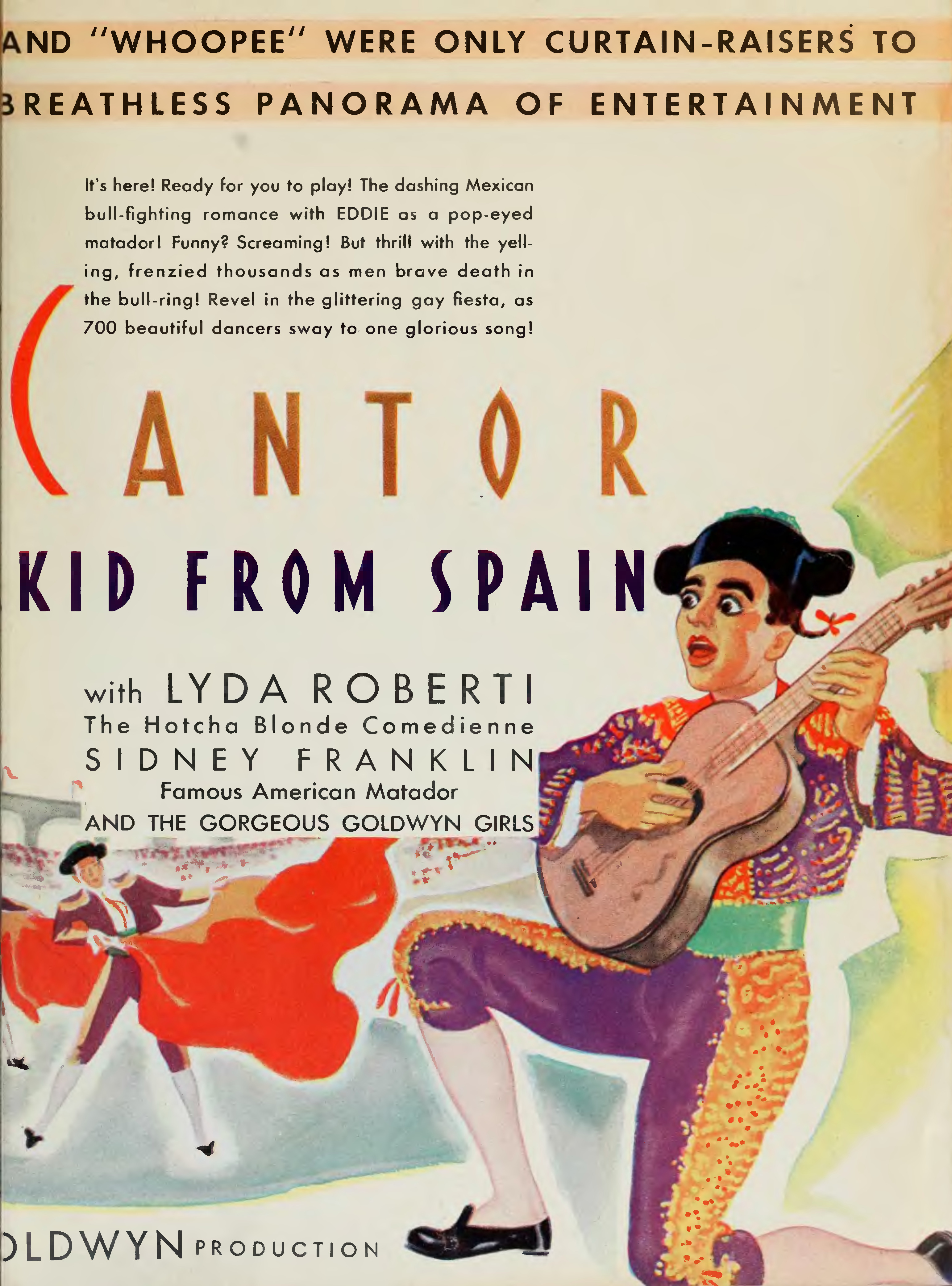
1932年、日刊「フィルム・デイリー」紙に掲載された広告

『カンターの闘牛師』(カンターのとうぎゅうし、The Kid from Spain) は、1932年のアメリカ合衆国のプレコード映画。
レオ・マッケリーが監督、ハリー・ルビーおよびバート・カルマーが作曲を務め、バスビー・バークレーがミュージカル・シーンの振付を担当した。ジェーン・ワイマンの映画デビュー作となった。

## 登場人物
- エディ・ウィリアムズ：エディ・カンター
- ロザリー：リダ・ロベルティ
- リカルド：ロバート・ヤング
- アニータ・ゴメス：ルース・ホール
- パンチョ：ジョン・ミルジャン
- アロンゾ・ゴメス：ノア・ビアリー・Sr
- ペドロ：J・キャロル・ネイシュ
- クロフォード刑事：ロバート・エメット・オコナー
- ホセ：スタンリー・フィールズ
- ゴンザレス：ポール・ポルカシ
- アメリカ人マタドール本人役：シドニー・フランクリン
- 闘牛士：フランシスコ・アロンソ(クレジット無し)
- メキシコ国境に並ぶ男：ハリー・C・ブラッドリー(クレジット無し)
- 調教師：エドガー・コナー(クレジット無し)
- ミス・マーサ・オリバー：テレサ・マックスウェル・コノバー(クレジット無し)
- 闘牛士：エドゥアルド・デ・カストロ(クレジット無し)
- ナイトクラブの客：エディ・フォスター(クレジット無し)
- 交通警察官：ハリー・ギボン(クレジット無し)
- 銀行強盗：ベン・ヘンドリックス・ジュニア(クレジット無し)
- 獣医：ポール・パンサー(クレジット無し)
- 受刑者：ジュリアン・リベロ(クレジット無し)
- 学部長：ウォルター・ウォーカー(クレジット無し)
- 銀行強盗：レオ・ウィリス(クレジット無し)
- 銀行強盗：タミー・ヤング(クレジット無し)
- ゴールドウィン・ガールズ (ベティ・グレイブル, ポーレット・ゴダード, トビー・ウイング, ジェーン・ワイマン, アルテア・ヘンリー, ドロシー・コナン・ウェルマン, シャーリー・チャンバーズ, リン・ブロウニング)